# Угрини (Винодолска општина)
Угрини (Угрине) су бивше насељено мјесто у Винодолској општини, у Приморско-горанској жупанији, Република Хрватска.

## Географија
Угрини се налазе око 1,5 км југоисточно од Брибира.

## Историја
До територијалне реорганизације у Хрватској насеље се налазило у саставу бивше општине Цриквеница.

## Становништво
Према попису из 1991. године, насеље Угрине је имало 190 становника. Од 2001. године припојено је насељу Брибир.
| Демографија | Демографија | Демографија |
| Година      | Становника  | Становника  |
| ----------- | ----------- | ----------- |
| 1961.       | 186         |             |
| 1971.       | 189         |             |
| 1981.       | 170         |             |
| 1991.       | 190         |             |
| 2001.       | 0           |             |

## Знамените личности
- Јосиф Панчић, српски ботаничар и први предсједник Српске краљевске академије